# Полетта
Полетта (фр. Paulette) — ежегодный сбор, уплачивавшийся в казну чиновниками Франции в XVII-XVIII веках и прозванный по имени откупщика Шарля Поле (Charles Paulet), который первым получил право на её сбор. 
В связи с нехваткой денег в казне французские короли в конце XV века — начала XVI века ввели практику продажи права на занятие государственных должностей. При этом король не мог уволить чиновника с должности, не вернув деньги, которые были за неё выплачены. Должности разделялись на «продаваемые» (vénaux) и «непродаваемые» (non vénaux). Однако на практике продавались и те, и другие, только доход от продажи «непродаваемых» должностей поступал не в казну, а в виде взяток высшим чинам королевства (канцлеру, руководству придворных служб и т.д.), фаворитам короля или даже самому королю.
В 1604 году по предложению Сюлли был введён ежегодный сбор (droit annuel), прозванный полеттой. Выплата полетты за год давала чиновнику право в течение этого года продать свою должность другому или передать её по наследству. Вначале полетта была введена сроком на 6 лет в размере 1/60 суммы, которую чиновник уплатил за получение должности, но затем она неоднократно возобновлялась на всё более тяжёлых для чиновников условиях (дополнительные сборы, принудительные займы, и др.). Введение полетты вызвало резкий рост цен на покупные должности в первой трети XVII века. 
Попытка кардинала Мазарини изменить условия полетты стала одной из причин Фронды. С 1771 года полетта взималась в размере 1/10 стоимости должности, которую определял сам чиновник. Это позволило казне увеличить сборы полетты в 2 раза. 
Полетта была отменена только после Великой французской революции, в 1790 году.